# Ivar Ballangrud
Ivar Eugen Ballangrud (ur. 7 marca 1904 w Lunner, zm. 1 czerwca 1969 w Trondheim) – norweski łyżwiarz szybki, wielokrotny medalista olimpijski i mistrzostw świata

## Kariera
Ivar Ballangrud urodził się w 1904 roku i początkowo nosił nazwisko Ivar Eriksen. Zmienił je jednak po tym jak jego matka powtórnie wyszła za mąż po śmierci jego ojca. Był jednym z najbardziej utytułowanych panczenistów w historii. Pierwszy medal na arenie międzynarodowej zdobył w 1926 roku, kiedy zwyciężył podczas mistrzostw świata w wieloboju w Trondheim. Wynik ten powtarzał na MŚ w Lake Placid (1932), MŚ w Davos (1936) i MŚ w Davos (1938), podczas MŚ w Davos (1928), MŚ w Oslo (1929), MŚ w Oslo (1930) i MŚ w Oslo (1935) zajmował drugie miejsce, a na MŚ w Helsinkach (1931), MŚ w Trondheim (1933) i MŚ w Helsinkach (1934) był trzeci. Łącznie zdobył jedenaście medali mistrzostw świata, co pozostaje rekordem wśród mężczyzn.
W 1928 roku wystartował na igrzyskach olimpijskich w Sankt Moritz, zdobywając złoty medal na 5000 m oraz brązowy na 1500 m. Na rozgrywanych cztery lata później igrzyskach w Lake Placid był drugi na dystansie 10 000 m, przegrywając tylko z Irvingiem Jaffee z USA. Podczas igrzysk olimpijskich w Garmisch-Partenkirchen w 1936 roku zdobył medale we wszystkich czterech konkurencjach: złote na 500 m, 5000 m i 10 000 m oraz srebrny w biegu na 1500 m. W tym ostatnim biegu przegrał tylko ze swym rodakiem, Charlesem Mathiesenem. Był ponadto mistrzem Norwegii w wieloboju w latach: 1926, 1929, 1930, 1936 i 1939. Pobił pięć rekordów globu.
W 1940 roku w Hamar ustanowił rekord świata na dystansie 10 000 m. Po zakończeniu kariery prowadził sklep sportowy w Drammen, a później w Trondheim. W miejscowości Jevnaker znajduje się jego posąg.

### Mistrzostwa świata
- Mistrzostwa świata w wieloboju
  - złoto – 1926, 1932, 1936, 1938
  - srebro – 1928, 1929, 1930, 1935
  - brąz – 1931, 1933, 1934